# PC-7 Team

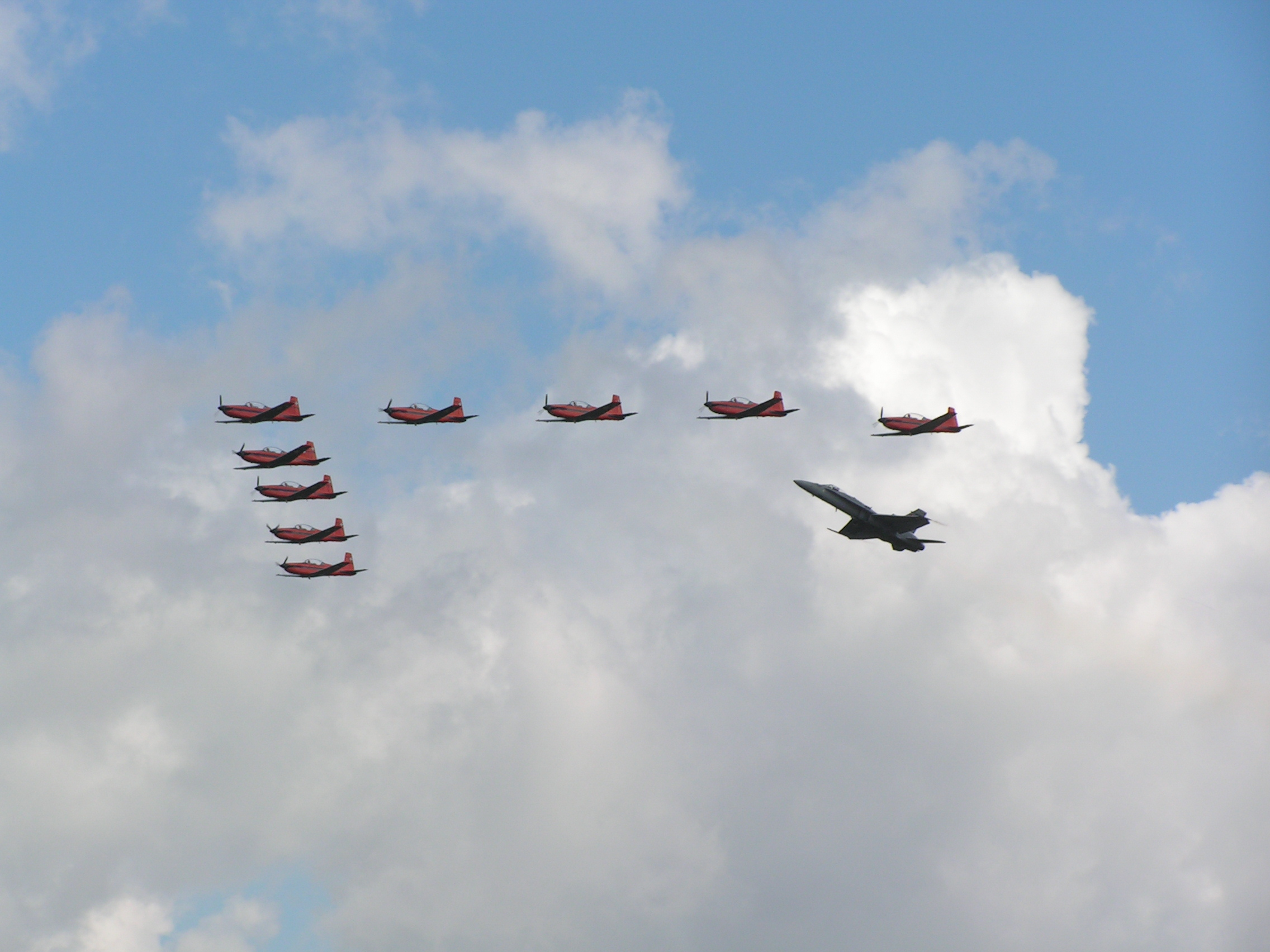
Op de Open Dagen van de Koninklijke Luchtmacht in 2007 vloog een Zwitserse F/A-18 Hornet mee met het PC-7 Team.

Het PC-7 Team is het officiële demonstratieteam van de Zwitserse luchtmacht. Zoals uit de naam af te leiden valt vliegt het team met het Pilatus PC-7 trainingstoestel.

## Geschiedenis
De formatie werd in 1987 opgericht, maar keerde het volgende seizoen niet terug. Het werd pas een terugkerend team naar aanleiding van het 75-jarig bestaan van de Zwitserse luchtmacht in 1989. Het team geeft vooral shows in Zwitserland zelf, maar sinds 1992 is het af en toe ook daarbuiten te bewonderen. 

## Bron
- (de) /(en) /(fr)  Schweizer Luftwaffe. "Die Geschichte des PC-7 Team"